# Synechogobius
Synechogobius is een geslacht van straalvinnige vissen uit de familie van de grondels (Gobiidae).

## Soorten
- Synechogobius hasta (Temminck & Schlegel, 1845)
- Synechogobius ommaturus (Richardson, 1845)